# دين مونتجومري
دين مونتجومري (بالإنجليزية: Deane Montgomery)‏ هو رياضياتي أمريكي، ولد في 2 سبتمبر 1909 في Weaver, Minnesota ‏ في الولايات المتحدة، وتوفي في 15 مارس 1992 في تشابل هيل في الولايات المتحدة.